# Ебертисти
Ебертистите (на френски: hébertistes) са политическа групировка в редиците на левите якобинци по време на Френската революция от 1789 г. Те са крайно ляво политическо течение и представляват интересите на най-бедните слоеве и на дребната буржоазия. Прозвището им идва от фамилията на един от ръководители Жак-Рене Ебер. В групировката влизат още А.Ф. Моморо, Ф.Н. Венсан, Ш. Ронсен и др. Групата се сформира през зимата на 1793 – 1794 г., като членовете ѝ заемат ръководни позиции в клуба на корделиерите.
Ебертистите до голяма степен отразяват социалното недоволство на обикновените трудови хора, защитават необходимостта от революционен терор, настояват за безпощадна борба със спекулата и саботажа на едрите земевладелци и заможните селяни. Обявяват се в подкрепа на политиката на дехристиянизация. Изискват изхвърлянето от Конвента и от министерствата на монтанярите, групирани около Жорж Дантон.
По време на царството на терора на 14 март 1794 г. всички лидери на ебертистите са арестувани, предадени на Революционния трибунал, осъдени на смърт в един политически процес и на 24 март 1794 г. – гилотинирани. С това окончателно се прекратява съществуването на групировката, а заедно с нея се разформирова и клубът на корделиерите.